# Phaonia flaviventris
Phaonia flaviventris este o specie de muște din genul Phaonia, familia Muscidae, descrisă de Wei în anul 1991.
Este endemică în Guizhou. Conform Catalogue of Life specia Phaonia flaviventris nu are subspecii cunoscute.